# クリコ
クリコー（Curicó）はチリ中部マウレ州クリコ県にある都市で同県の県都でもある。
クリコーのあるクリコー県はコルチャグア県とタルカ県の間にあり、太平洋からアルゼンチンとの国境まで広がっている。クリコーのケーキ、フルーツ、ワインは、品質が高いことからチリだけでなく、世界中で知られている。
クリコーはチリ中央鉄道に沿って、首都のサンティアゴから南183kmに位置する。街は肥沃なチリ中央峡谷の中にあり、標高は228メートル。アンデス山脈とチリ海岸山脈に囲まれている。
鉱産資源は未開発であるが、銅、金、銀を含んでいると言われている。牛、小麦、ワインが主要な産物ではあるが、フリントコーンや果物も生産されている。海岸沿いは製塩業が発達している。

## 歴史
クリコーはスペイン統治時代の1743年に、ホセ・アントーニオ・マンソ・デ・ベラスコ（José Antonio Manso de Velasco）によって創設された。
1747年、フアン・マヌエル・デ・ロサスは、湿気が高かったことを理由に、街を北に約5km移動することを決定し、現在の場所となった。
1830年にシティとなった。1928年の大地震で被害を受けたが、翌年再建された。
2010年2月の地震でも被害を受けた。
2024年1月19日、首都サンティアゴとクリコ間を結ぶ鉄道で、最高速度160km/hの列車が運航を開始。所要時間は従来より約20分短縮した約2時間。